# Paola Ruffo di Calabria

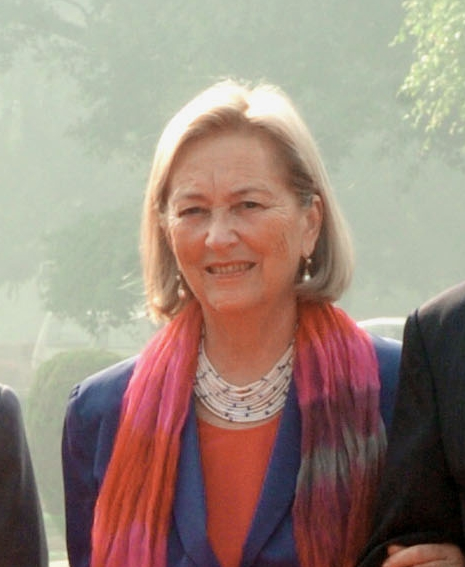
Paola von Belgien, 2008

Paola von Belgien (gebürtige Paola Ruffo di Calabria; * 11. September 1937 in Forte dei Marmi, Italien) ist die Ehefrau des früheren belgischen Königs Albert II. und war daher Königin der Belgier. Nach der Abdankung ihres Mannes am 21. Juli 2013 trägt sie den Titel Königin von Belgien.

## Leben
Königin Paola wurde als Donna Paola Margherita Maria Antonia Consiglia Ruffo di Calabria geboren. Sie ist das jüngste der sieben Kinder des Fürsten Fulco Ruffo di Calabria und seiner Frau Luisa geb. Gräfin Gazelli. Die Familie Ruffo di Calabria gehört zum italienischen Uradel der Provinzen Kalabrien und Apulien, die über Jahrhunderte Teile des Königreichs Neapel waren, und ist vermutlich normannischer Herkunft. Pietro I. Ruffo, Graf von Catanzaro († 1257), war einer der einflussreichsten Männer am Hof des Stauferkaisers Friedrich II. (1194–1250). Die Ruffo blieben bis in die Gegenwart eine der wichtigsten hochadeligen Familien des Königreichs Neapel und Italiens. 
Ihre Jugend verbrachte Donna Paola in Rom. Sie schloss das humanistische Gymnasium ab. Nachdem Paola Ruffo den belgischen Prinzen Albert kennengelernt hatte, erwies es sich von Vorteil, dass sie in ihrer Ahnenreihe mit ihrer Großmutter väterlicherseits eine Belgierin aufweisen kann. Sie heiratete Prinz Albert, damals Thronfolger seines kinderlosen älteren Bruders Baudouin, am 2. Juli 1959. Sie spricht fließend Italienisch, Französisch, Englisch und Deutsch. Niederländisch, die Muttersprache der Mehrheit der Belgier, spricht sie jedoch nur mäßig, was in der Bevölkerung zum Teil kritisch gesehen wird.
Das Ehepaar hat drei Kinder.
- König Philippe Léopold Louis Marie der Belgier (* 15. April 1960) ⚭ 1999 Mathilde d’Udekem d’Acoz (* 1973)

1. Elisabeth Thérèse Marie Helene (* 2001)
2. Gabriel Baudouin Charles Marie (* 2003)
3. Emmanuel Leopold Guillaume François Marie (* 2005)
4. Eléonore Fabiola Victoria Anne Marie (* 2008)

- Prinzessin Astrid Joséphine-Charlotte Fabrizia Elisabeth Paola Maria von Belgien (* 5. Juni 1962) ⚭ 1984 Lorenz Habsburg-Lothringen (* 1955)

1. Amedeo Maria Joseph Carl Pierre Philippe Paola Marcus d’Aviano (* 1986)
2. Maria Laura Zita Beatrix Gerhard (* 1988)
3. Joachim Carl Maria Nikolaus Isabelle Marcus d’Aviano (* 1991)
4. Luisa Maria Anna Martine Pilar (* 1995)
5. Laetitia Maria Nora Anna Joachim Zita (* 2003)

- Prinz Laurent Benoît Baudouin Marie von Belgien (* 19. Oktober 1963) ⚭ 2003 Claire Coombs (* 1974)

1. Louise Sophie Mary (* 2004)
2. Nicolas Casimire Marie (* 2005)
3. Aymeric Auguste Marie (* 2005)

Am 9. August 1993 leistete Albert II. seinen Eid auf die belgische Verfassung und wurde zum König der Belgier. Bis zur Abdankung ihres Mannes am 21. Juli 2013 war Paola Königin der Belgier. Wie die Witwe des verstorbenen Königs Baudouin, Fabiola (1928–2014), trägt sie den Titel Königin von Belgien. Neben den repräsentativen Pflichten widmet sich Paola auch kulturellen und sozialen Aspekten. Privat beschäftigt sie sich gern mit Gartenarbeiten und liebt den Ski- und Segelsport.
Der Asteroid (2973) Paola wurde 1987 nach ihr benannt.